# My Neck, My Back (Lick It)
«My Neck, My Back (Lick It)» — песня американской рэперши Кайи, вышедшая в апреле 2002 года в качестве ведущего сингла с её дебютного студийного альбома Thug Misses. Из-за откровенного сексуального текста на радио попала отредактированная версия. Песня добралась до 42 места в американском чарте Billboard Hot 100.

## История
До выхода этой песни Кайя не была известной. Это был её первый сингл с дебютного альбома Thug Misses. Сама Кайя последние семь лет перед этим работала барменом в ночном клубе в Тампе во Флориде. По её собственному признанию песня была написана за 15 минут. Песня содержит вульгарный текст, повествующий о женском сексуальном желании с описанием как куннилингуса, так и анилингуса. Цензурная версия песни попала на радио и использовалась в видеоклипе, который сняла Дайан Мартел.
Песня попала в чарт Billboard Hot 100, добравшись там до 42 места. В Австралии песня достигла 12 позиции, а в Великобритании стала 4-й. В интервью MTV Кайя призналась, что сама удивлена, что хитом стала именно эта песня. Эта песня никогда не была её любимой, а на альбоме, по её мнению, есть и более интересные вещи. Песня подогрела интерес к её дебютному альбому Thug Misses, который получил золотую сертификацию и добрался до 33 строчки в альбомном чарте Billboard 200. В 2018 году National Public Radio поместило эту песню на 184 место в своём списке «200 величайших песен женщин XXI века»: «Это восхитительно отвратительная клубная классика, где удовольствие женщины преподносится как долг перед ней».

## Дальнейшее использование
На «My Neck, My Back (Lick It)» существует множество ремиксов, а сэмплы из этой композиции использовались другими исполнителями более двух десятков раз. Beenie Man, ямайский дэнсхолл-диджей, ещё в 2002 году использовал сэмпл из «My Neck, My Back (Lick It)» на своём треке «Red Red». В 2005 году сэмпл из неё использовали Three 6 Mafia на «Squeeze It». Дуэт City Girls использовал сэмпл Кайи в своём первом студийном треке «Fuck Dat Nigga» 2017 года. Saweetie зачитала свой фристайл под музыку из «My Neck, My Back (Lick It)» для видео в Instagram. Это видео обрело вирусную популярность, и пользователи сети потребовали от неё выпустить полноценный трек. Так летом 2017 года этот фристайл перерос в трек «Icy Grl», на который позже был снят клип, который также стал вирусным.
В мае 2015 года Майли Сайрус, одетая в костюм феи, исполнила кавер на «My Neck, My Back (Lick It)» на вечеринке Adult Swim в Нью-Йорке. Сама Кайя похвалила это выступление Сайрус. Певица Эль Кинг записала блюзовую версию этой песни. Её кавер вошёл в саундтрек фильма «Не та девушка», выпущенного Netflix в 2020 году.
Песня «My Neck, My Back (Lick It)» также стала объектом различных мемов и пародий.

## Треклист
- UK CD 1

1. «My Neck, My Back (Lick It)» (Clean Radio Edit) — 3:20
2. «My Neck, My Back (Lick It)» (Kardinal Beats Clean Radio Edit) — 3:02

- UK CD 2[10]

1. «My Neck, My Back (Lick It)» (Clean Radio Edit) — 3:20
2. «My Neck, My Back (Lick It)» (Kardinal Beats Clean Radio Edit) — 3:02
3. «My Neck, My Back (Lick It)» (Tom Neville X-Rated Mix) — 7:22
4. «My Neck, My Back (Lick It)» (FNP Remix) — 6:52
5. «My Neck, My Back (Lick It)» (Kardinal Beats Dirty Club Mix) — 3:24
6. «My Neck, My Back (Lick It)» (Street/Club Version) — 3:43
7. «My Neck, My Back (Lick It)» (Video)

- UK 12″ single[11]

A1. «My Neck, My Back (Lick It)» (Kardinal Beats Dirty Club Mix) — 3:24
A2. «My Neck, My Back (Lick It)» (Friday Night Posse Remix) — 6:52
B1. «My Neck, My Back (Lick It)» (Street/Club Version) — 3:43
B2. «My Neck, My Back (Lick It)» (Tom Neville X-Rated Mix) — 7:22

## Чарты
| Чарт (2002—2004)                           | Высшая позиция |
| ------------------------------------------ | -------------- |
| Австралия (ARIA)                           | 12             |
| Бельгия/Фландрия (Ultratip Bubbling Under) | 4              |
| Канада (Canadian Singles Chart)            | 30             |
| Европа (European Hot 100 Singles)          | 10             |
| Германия (GfK)                             | 29             |
| Греция (IFPI)                              | 10             |
| Ирландия (IRMA)                            | 20             |
| Нидерланды (Dutch Top 40)                  | 40             |
| Нидерланды (Single Top 100)                | 28             |
| Шотландия (OCC Scotland)                   | 8              |
| Великобритания (OCC UK Singles)            | 4              |
| Великобритания (OCC UK Dance)              | 2              |
| США (Billboard Hot 100)                    | 42             |
| США (Billboard Hot R&B/Hip-Hop Songs)      | 20             |
| США (Billboard Hot Rap Songs)              | 12             |
| США (Billboard Pop Airplay)                | 36             |
| США (Billboard Rhythmic)                   | 14             |

| Чарт (2002)                          | Позиция |
| ------------------------------------ | ------- |
| Australia (ARIA)                     | 79      |
| US Hot R&B/Hip-Hop Songs (Billboard) | 99      |

| Чарт (2003)      | Позиция |
| ---------------- | ------- |
| Australia (ARIA) | 58      |

| Чарт (2004)                          | Позиция |
| ------------------------------------ | ------- |
| UK Singles (Official Charts Company) | 41      |

## Сертификации
| Регион | Сертификация | Продажи |
| --- | ------------ | ------- |
| Австралия (ARIA) | Золотой      | 35 000^ |
| Великобритания (BPI) | Серебряный   | 200 000 |
| ^ Данные о тиражах приведены только на основе сертификации. · Данные о продажах + прослушиваниях приведены только на основе сертификации. |              |         |